# Gino Castaldo
Pour les articles homonymes, voir Castaldo.
Gino Castaldo, né le 20 octobre 1950 à Naples, est un journaliste, animateur de radio et critique musical italien.

## Publications
- Dizionario della canzone italiana, 3 vol., Armando Curcio Editore, 1990
- La Terra Promessa. Quarant'anni di cultura rock, Feltrinelli, 1994,  (ISBN 9788807812996)
- La mela canterina. Appunti per un sillabario musicale, Minimum Fax, 1996,  (ISBN 9788886568159)
- Blues, Jazz, Rock, Pop. Il Novecento americano (con Ernesto Assante), Einaudi, 2004,  (ISBN 9788806167110)
- 33 dischi senza i quali non si può vivere. Il racconto di un'epoca (con Ernesto Assante), Einaudi, 2007,  (ISBN 9788806186777)
- Il buio, il fuoco, il desiderio. Ode in morte della musica, Einaudi, 2008,  (ISBN 9788806196721)
- Il tempo di Woodstock (con Ernesto Assante), Laterza, 2009,  (ISBN 9788842089964)
- Music:box. Quando i grandi fotografi raccontano la musica, Contrasto, 2011,  (ISBN 9788869653018)
- Beatles (con Ernesto Assante), Laterza, 2014,  (ISBN 9788858120712)
- Il romanzo della canzone italiana, Einaudi, 2018,  (ISBN 9788806235895)
- Lucio Dalla (con Ernesto Assante), Mondadori, 2021,  (ISBN 9788835708018)
- Beatles e Rolling Stones. Apollinei e dionisiaci, Einaudi, 2022,  (ISBN 9788806250928)